# Liste des villes jumelées de Roumanie
 (décembre 2016).

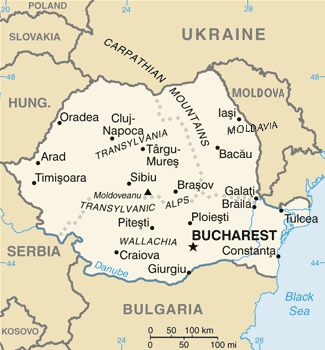
Carte de la Roumanie.

Ceci est la liste des villes jumelées de Roumanie ayant des liens permanents avec des communautés locales dans d'autres pays. Dans la plupart des cas, en particulier quand elle est officialisée par le gouvernement local, l'association est connue comme « jumelage » (même si d'autres termes, tels que « villes partenaires », Sister Cities ou « municipalités de l'amitié » sont parfois utilisés). La plupart des endroits sont des villes, mais cette liste comprend aussi des villages, des districts, comtés, etc., avec des liens similaires.
- Haut – A
- B
- C
- D
- E
- F
- G
- H
- I
- J
- K
- L
- M
- N
- O
- P
- Q
- R
- S
- T
- U
- V
- W
- X
- Y
- Z

## C

### Cluj-Napoca
- São Paulo, Brésil (depuis 2000)[1]
- Zagreb, Croatie[2]

### Constanța
- Yokohama, Japon[3]
- Makassar, Indonésie[4]
- Brest, France[5]
- Thessalonique, Grèce[6]

## P

### Piatra Neamț[7]
| - Lod, Israël - Bergama, Turquie - Alpharetta (Géorgie), États-Unis - Roanne, France | - Orhei, Moldavie - Kiryat-Malakhi, Israël - Beinasco, Italie - Riorges, France | - Hlyboka, Ukraine - Malaga, Espagne - Mably, France - Villerest, France |

## S

### Siret
Siret est un membre du Douzelage, une association de jumelage de 27 villes à travers l’Union européenne. Ce jumelage actif a commencé en 1991 et il y a des événements réguliers, comme un marché de produits de chacun des autres pays et des festivals.
| - Altea, Espagne (1991) - Bad Kötzting, Allemagne (1991) - Bellagio, Italie (1991) - Bundoran, Irlande (1991) - Granville, France (1991) - Holstebro, Danemark (1991) - Houffalize, Belgique (1991) - Meerssen, Pays-Bas (1991) - Niederanven, Luxembourg (1991) | - Preveza, Grèce (1991) - Sesimbra, Portugal (1991) - Sherborne, Angleterre, Royaume-Uni (1991) - Karkkila, Finlande (1997) - Oxelösund, Suède (1998) - Judenburg, Autriche (1999) - Chojna, Pologne (2004) - Kőszeg, Hongrie (2004) - Sigulda, Lettonie (2004) | - Sušice, République tchèque (2004) - Türi, Estonie (2004) - Zvolen, Slovaquie (2007) - Prienai, Lituanie (2008) - Marsaskala, Malte (2009) - Agros, Chypre - Škofja Loka, Slovénie - Tryavna, Bulgarie |

## Sources
- (en) Cet article est partiellement ou en totalité issu de l’article de Wikipédia en anglais intitulé « List of twin towns and sister cities in Romania » (voir la liste des auteurs).